# Сен-Морис-ан-Шаланкон
Сен-Мори́с-ан-Шаланко́н (фр. Saint-Maurice-en-Chalencon, окс. Sant Maurice en Chalencon) — коммуна во Франции, находится в регионе Рона — Альпы. Департамент коммуны — Ардеш. Входит в состав кантона Верну-ан-Виваре. Округ коммуны — Турнон-сюр-Рон.
Код INSEE коммуны — 07274.

## Население
Население коммуны на 2008 год составляло 183 человека.
| 1962 | 1968 | 1975 | 1982 | 1990 | 1999 | 2008 |
| ---- | ---- | ---- | ---- | ---- | ---- | ---- |
| 207  | 268  | 206  | 163  | 161  | 181  | 183  |

## Экономика

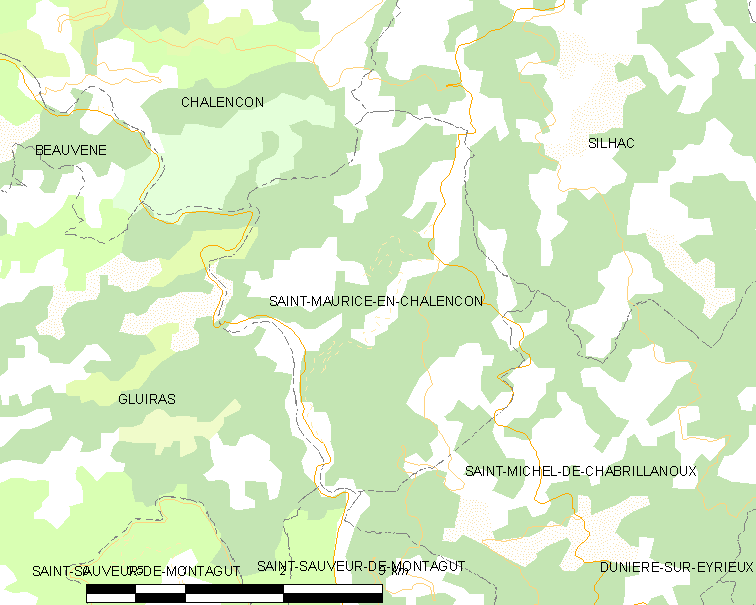
Карта коммуны

В 2007 году среди 99 человек в трудоспособном возрасте (15—64 лет) 66 были экономически активными, 33 — неактивными (показатель активности — 66,7 %, в 1999 году было 68,9 %). Из 66 активных работали 59 человек (35 мужчин и 24 женщины), безработных было 7 (3 мужчин и 4 женщины). Среди 33 неактивных 9 человек были учениками или студентами, 9 — пенсионерами, 15 были неактивными по другим причинам.